# Caryophyllia zopyros
Espèce
Statut CITES
Caryophyllia zopyros est une espèce de coraux appartenant à la famille des Caryophylliidae.